# Roy Mayorga
Roy Mayorga, född 6 april 1970 i New York, är en amerikansk trumslagare.
Han har sedan 2006 varit trummis i Stone Sour då han ersatte Joel Ekman som på grund av sin sons död i cancer lämnade Stone Sour mitt under inspelningen av deras andra album Come What(ever) May.
Mayorga har tidigare spelat i Soulfly och har även turnerat med Sepultura. 
2019 gick Roy Mayorga med i bandet HellYeah som trummis.